# Sebastian Winkler (Schauspieler, 1978)
Sebastian Winkler (* 18. Februar 1978 in München) ist ein deutscher Schauspieler.

## Werdegang
Winkler arbeitete nach seinem Schulabschluss parallel als Grafikdesigner und Schauspieler. Einem breiten Publikum wurde er bekannt durch die Rolle des Sebastian Sandmann aus der RTL-Vorabendserie Unter uns, die er von Maurice Karl übernahm und vom 30. September 1998 bis 25. Mai 1999 spielte. Vom 11. bis 16. August 1999 kehrte er für einen kurzen Gastauftritt zurück.
Zudem war er in der Daily Soap Marienhof als Lennard Fechner zu sehen, den er vom 22. Oktober 1999 bis 6. Oktober 2000 verkörperte. Es folgten weitere Engagements in bekannten Fernsehproduktionen wie der RTL-Sitcom Schulmädchen und der ZDF-Serie Hallo Robbie!.

## Filmografie

### Fernsehen
- 1998: Forsthaus Falkenau – Liebe auf den ersten Blick
- 1998–1999: Unter uns | Daily Soap | Folge 937–1098, 1153–1156 | Rolle: Sebastian Sandmann #2
- 1999–2000: Marienhof | Daily Soap | Folge 1311–1542 | Rolle: Lennard Fechner
- 2002: Der Bulle von Tölz: Liebespaarmörder
- 2002: Brudertag | Kurzfilm
- 2004: Schulmädchen | Sitcom | Folge 5 (1. Staffel): „Qual der Wahl“ | Rolle: Joachim Hermann
- 2005: Hallo Robbie! | Fernsehserie | Folge 3 (4. Staffel): „Kampf um Laura“ | Rolle: Frank Berger